# Stobaera koebeli
Stobaera koebeli är en insektsart som beskrevs av Frederick Arthur Godfrey Muir 1913. Stobaera koebeli ingår i släktet Stobaera och familjen sporrstritar. Inga underarter finns listade i Catalogue of Life.